# Sacy-le-Petit

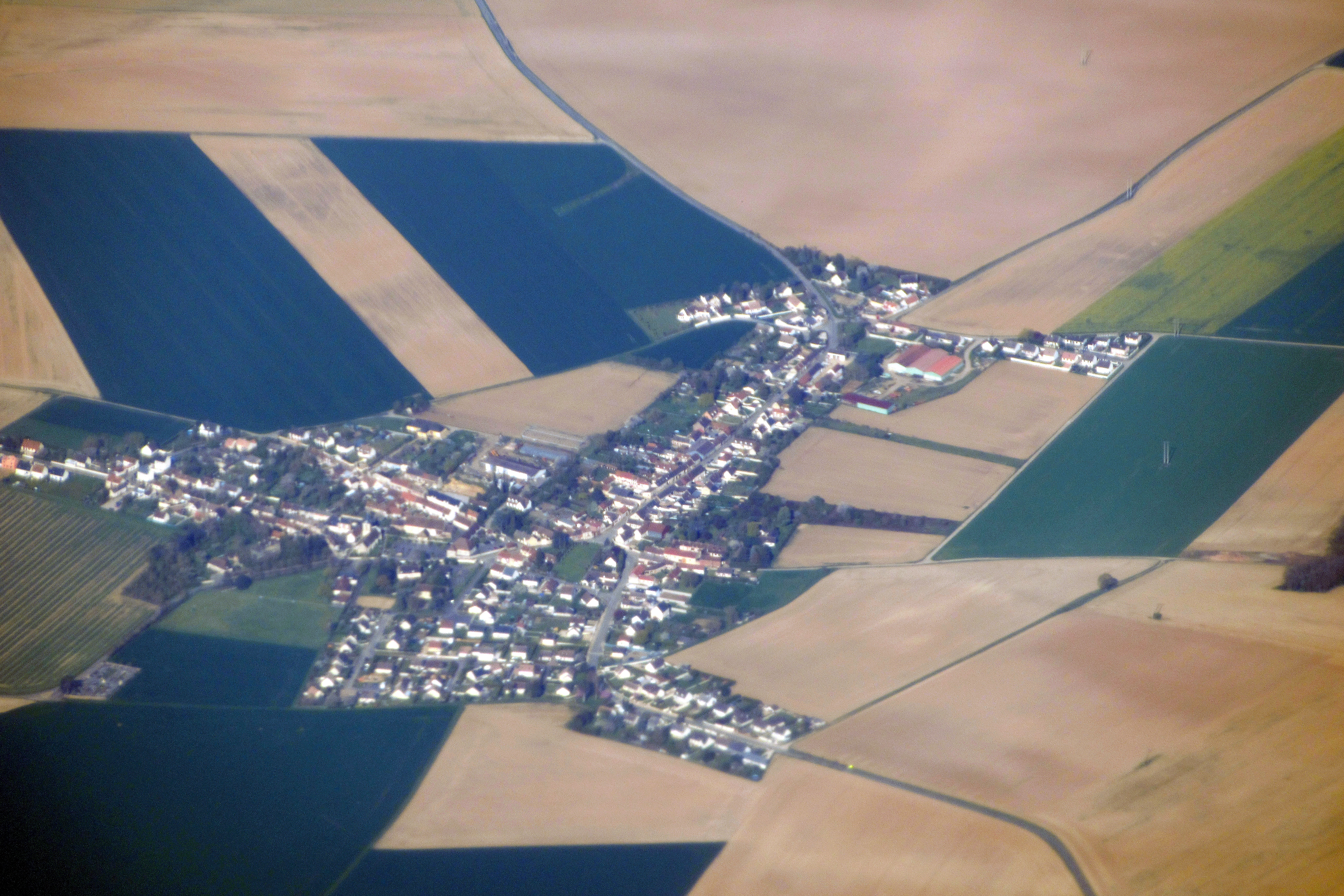
Sacy-le-Petit (2023)

Sacy-le-Petit ist eine französische Gemeinde mit 633 Einwohnern (Stand: 1. Januar 2022) im Département Oise in der Region Hauts-de-France. Sie gehört zum Arrondissement Clermont und zum Kanton Pont-Sainte-Maxence (bis 2015: Kanton Liancourt). Sacy-le-Petit gehört zum Gemeindeverband Communauté de communes des Pays d’Oise et d’Halatte.

## Geographie

### Lage
Sacy-le-Petit liegt etwa 15 Kilometer westsüdwestlich von Compiègne und etwa 60 Kilometer nordnordöstlich von Paris.
Durch die Gemeinde führt die frühere Route nationale 17 (heutige D1017).

### Nachbargemeinden
|                      | Blincourt, Moyvillers                       |              |
| Choisy-la-Victoire   | Kompassrose, die auf Nachbargemeinden zeigt | Grandfresnoy |
| Saint-Martin-Longeau | Bazicourt                                   |              |

## Bevölkerungsentwicklung
| Jahr                      | 1962 | 1968 | 1975 | 1982 | 1990 | 1999 | 2006 | 2013 |
| Einwohner                 | 273  | 270  | 310  | 412  | 484  | 562  | 570  | 540  |
| Quelle: Cassini und INSEE |      |      |      |      |      |      |      |      |

## Sehenswürdigkeiten
- Kirche Saint-Quentin, ursprünglich aus dem 10. Jahrhundert, wiedererrichtet nach der französischen Revolution
- Schloss, früherer Gutshof
- Calvaires